# Прекотто (станция метро)
«Преко́тто» (итал. Precotto) — станция линии M1 Миланского метрополитена. Подземная станция, располагается под бульваром Монца (viale Monza) в районе Прекотто на севере Милана.

## История
Станция была открыта в составе первой очереди линии M1 (от станции «Сесто Марелли» до станции «Лотто») 1 ноября 1964 года.

## Особенности
Устройство станции «Прекотто» подобно устройству почти всех станций первой очереди: подземное расположение с двумя путями — по одному для каждого направления и двумя боковыми платформами. Над станционным залом находится мезонин, в котором расположены входные турникеты и будка для сотрудников станции.
Станция находится на расстоянии 664 метров от станции «Горла» и 568 метров от станции «Вилла Сан Джованни».

## Пересадки
Со станции «Прекотто» производятся пересадки на миланский наземный транспорт:
- Трамвай линии 7
- Автобус

## Оснащение
Оснащение станции:
- Эскалаторы
- Аппараты для продажи билетов
- Камеры видеонаблюдения